# Magnat-l’Étrange
Magnat-l’Étrange – miejscowość i gmina we Francji, w regionie Nowa Akwitania, w departamencie Creuse.
Według danych na rok 1990 gminę zamieszkiwało 245 osób, a gęstość zaludnienia wynosiła 9 osób/km² (wśród 747 gmin Limousin Magnat-l’Étrange plasuje się na 396. miejscu pod względem liczby ludności, natomiast pod względem powierzchni na miejscu 205.).